# Hilarographa crocochorista
Hilarographa crocochorista es una especie de polilla de la familia Tortricidae.
Fue descrita científicamente por Diakonoff en 1983.